# Франческо Брачолини
Франческо Брачолини (1566 – 1646) е виден италиански поет, секретар на кардинал Барберини, станал по-късно папа Урбан VIII.

## Съчинения
Поеми, драми и др., между които и книгата „Покръстена България“, издадена в Рим в 1637 г., съдържаща 508 страници. В тази дълга героична поема в 20 песни се възпява покръстването на българите от цар Тербел (княз Борис – Михаил).